# Тодор Тошев
Тодор Стефанов Тошев е български офицер, генерал-лейтенант. Участник в т.нар. Отечествен фронт по време на Втората световна война. Член на главния щаб на т. нар. Народоосвободителна въстаническа армия (НОВА). Участва във Войната срещу Германия (1944 – 1945).

## Биография
Тодор Тошев е роден на 22 декември 1899 година. Син е на генерала от пехотата Стефан Тошев и на Ефросина Тошева (по баща Найденович, дъщеря на д-р Иван Найденович). Член на Политическия кръг Звено. През 1917 г. завършва първа софийска гимназия. През 1922 г. завършва с 41-ви випуск на Военното на Негово Величество училище. Служи в лейбгвардейския конен полк на Българската армия (1 април 1922 – 1 декември 1927). След това е назначен в трети армейски конен полк. В периода 1927 – 1930 г. учи във Военната академия. След това служи в оперативната секция в Щаба на войската (3 ноември 1930 – 4 ноември 1932), лейбгвардейския конен полк (4 ноември 1932 – 1 май 1933) и ШЗО (1 май-2 ноември 1933). Между 2 ноември 1933 и 19 април 1934 г. служи в жандармерията. От 19 април до 13 юни 1934 г. е във втора военноинспекционна област в Пловдив. В периода 13 юни 1934 – 20 март 1935 г. е в разузнавателния отдел в Щаба на армията. След това до 1 май 1935 г. е в щаба на трети пехотен полк Сливен. Между 1 май и 18 октомври 1935 е в щаба на трета пехотна бдинска дивизия. Като млад офицер участва в Преврата на 19 май 1934 г. Военно звание майор. Уволнен от армията на 18 октомври 1935 година  като републиканец. След това 2 години е чиновник в търговско дружество (1936 – 1938). По това време влиза в контакт с дейци на комунистическата партия като Йордан Гюлемезов и по-късно Петър Вранчев. Създава фирма за търговия А.Д.Ком с Крум Лекарски и там работят заедно. Отново мобилизиран на 6 февруари 1941 г. и назначен за началник на етапно-превозната секция с чин майор. Остава на поста до 2 юни същата година. След това е демобилизиран. В периода 1 май-1 ноември 1943 г. отново е мобилизиран в щаба на втора пехотна дивизия. Отново е мобилизиран между май и юли 1944 г. в щаба на същата дивизия.
Участва в съпротивата срещу нацистка Германия по време на Втората световна война. От пролетта на 1944 година е член на Главния щаб на НОВА като военен представител на Политическия кръг Звено. Участва активно в завземането на властта от Отечествения фронт. Заедно с капитан Петър Илиев и Петър Вранчев овладяват Военното министерство през нощта на 8 срещу 9 септември 1944 г.
Повишен е във военно звание генерал-майор (1944). Става член на БКП. Командир на Първа пехотна софийска дивизия и на III Армейски корпус във войната срещу Германия (1944 – 1945). Тодор Тошев е част от българската делегация на Парада на победата на СССР над Третия райх в Москва, проведен на 24 юни 1945 г.
След войната продължава службата в Българската армия. Командир на първа армия (1945 – 1949). Уволнен по решение на ЦК на БКП. Арестуван е 29 ноември 1949 г. по подозрение за участие в преврат за сваляне на правителството на ОФ и присъединяване на България към лагера на капиталистическите страни. Въдворен е в лагера Белене на 16 април 1952 г. Освободен и реабилитиран през 1953 година. Поставен на отчетно-наблюдателна разработка под псевдоним „Превратаджия“ от Държавна сигурност. Повишен в звание генерал-лейтенант през 1945. Тогава отново е назначен на военна служба в Кабинета на министъра на народната отбрана като старши офицер за поръчки. През 1957 г. е уволнен поради достигане до пределна възраст.
През 1961 година семейството на генерал-лейтенант Тошев заминава за ГДР по повод работата на съпругата му Дафина Еремиева като лекар. През 1967 г. преминават в Западен Берлин (ФРГ). Установяват се в гр. Лимбур. Тук генерал-лейтенант Тошев умира на 9 септември 1976 година. Прахът му е върнат в България с почести.

## Образование
- Военно на Негово Княжеско Височество училище (1 юли 1918 – 1 април 1922)
- Военна академия „Георги Раковски“ (1927 – 1930)

## Военни звания
- Подпоручик (1 април 1922)
- Поручик (6 май 1925)
- Ротмистър (31 октомври 1930)
- Майор (?)
- Генерал-майор (11 септември 1944)
- Генерал-лейтенант (5 май 1945)